# Evan Williams (acteur)
Pour les articles homonymes, voir Evan Williams et Williams.
Evan Williams est un acteur canadien né à Swan Hills en Alberta.

## Biographie
Williams est né à Swan Hills en Alberta. Il a passé son enfance à Calgary.

## Filmographie

### Cinéma
- 2006 : Née pour danser 2 (Save the Last Dance 2) : Shane
- 2010 : A Flesh Offering : Joe
- 2011 : Lloyd the Conqueror : Lloyd
- 2013 : The Fortune Theory : Morris Swann
- 2014 : Ride : Brad
- 2015 : Fishing Naked : Rodney
- 2015 : Farhope Tower : Andre
- 2016 : Paradise Club : Ben
- 2016 : Gutter Slut : Cooter
- 2017 : Escape Room : Tyler
- 2021 : Happy New Love :
- 2022 : Blonde d'Andrew Dominik : Edward « Eddy » G. Robinson Jr.

### Télévision
- 2006 : The House Next Door : Toby
- 2007 : Ma vie de star : le gars mignon (1 épisode)
- 2007 : Urban Legends (1 épisode)
- 2008 : The Border : Matt Sharpe (1 épisode)
- 2008-2009 : Degrassi : La Nouvelle Génération : Kelly Ashoona (19 épisodes)
- 2009 : Grey Gardens : le jeune banquier
- 2009 : Degrassi Goes to  : Kelly Ashoona
- 2009 : Les Vies rêvées d'Erica Strange : Robin (1 épisode)
- 2010 : Un orage de printemps : Rock Burdock
- 2010 : Les Enquêtes de Murdoch : Jake le magicien (1 épisode)
- 2010 : La Grève de Noël : Mark Robertson
- 2010-2011 : Baxter : Baxter McNab (13 épisodes)
- 2011 : Victorious : Sean (1 épisode)
- 2014-2015 : Awkward : Luke (9 épisodes)
- 2015-2018 : Versailles : Philippe de Lorraine
- 2019 : Le Charme de Noël : Fisher Dougherty  (téléfilm)